# 세르게이 카자코프 (권투 선수)
세르게이 니콜라예비치 카자코프(러시아어: Серге́й Никола́евич Казако́в, 1976년 7월 8일~)는 러시아의 전직 권투 선수이다.2004년 하계 올림픽에서 라이트플라이급 동메달을 획득했으며 세계 선수권 대회에서 금메달 1개, 유럽 선수권 대회에서 금메달 3개, 은메달 1개를 획득했다.